# Désastre du pont Point Ellice
Pour les articles homonymes, voir Point Ellice.
Le désastre du pont Point Ellice est un accident où un tramway dans laquelle voyageaient 143 passagers se dirigeant vers une célébration pour l'anniversaire de la reine Victoria s'écrase du pont Point Ellice (en) dans le port de Victoria (aussi connu sous le nom de Bay Street Bridge)  le 26 mai 1896. L'accident cause la mort de 55 personnes et en fait le pire désastre de transport en Colombie-Britannique. Seul les passagers situés sur le côté gauche du tramway ont pu être secourus.
La Consolidated Electric Railway Company, compagnie opératrice du tramway, fait face à des poursuites et sera réorganisée sous le nom de British Columbia Electric Railway le 17 avril 1897.

## Effondrement du pont
Vers 14h le 26 mai 1896, le tramway no. 16 de la Consolidated Electric Railway Company s'avance sur le pont Point Ellice. La voiture est bondée de vacanciers se dirigeant à une simulation de bataille navale organisée à Esquimalt à l'occasion de l'anniversaire de la reine Victoria. En raison des pauvres mesures de sécurité, du laxisme dans les travaux de maintenance et d'entretien du pont et de l'occupation anormalement élevée des wagons, le pont s'effondre et causé la chute du train. Les 143 passagers, les deux chevaux tirant les wagons et un homme circulant en bicyclette au moment chutent dans les eaux.
Le registre utilisé pour l'enregistrement des passagers fait état de 98 entrées. Cependant, il semble possible que la conducteur n'avait pas terminé de procéder aux collectes de droits d'entrées au moment de la catastrophe.

## Effort de sauvetage
Observant le tramway plonger dans les eaux, plusieurs passants entrent en action afin de venir en aide au malheureux. Selon le Daily Colonist du 27 mai, lendemain de la catastrophe:
« L'heure n'a pas été sans ses héros qui ont été prompts à penser et à agir, et à ces héros, femmes et hommes, il est dû le salut de nombreuses vies des eaux, ainsi que la reconquête de la mort de beaucoup de ceux qui, selon toute apparence, ont dû passé dans le pays des ombres. Le travail des sauveteurs a duré tout l'après-midi et, le soir, le plus grand nombre de corps ont été récupérés, même s'il est pratiquement certain que d'autres doivent encore être retirés des eaux mortelles. »
Plusieurs propriétaires de maisons dans le secteur de Point Ellice sont aperçus dans les efforts de sauvetage. La résidence Grant du 304 Bay Street est initialement utilisée pour amener les rescapés et victimes. Alors que les morts demeurent étendus sur la pelouse, la survivants sont rapidement amenés dans le salon où Mme Grant prodigue des soins infirmiers d'urgence. De nombreux autres voisins sont crédités d'avoir amené des couvertures, du brandy et d'autres objets pratiques.
Le Daily Colonist indique aussi que:
« C'était merveilleux de voir avec quel sang-froid et énergie les hommes et les femmes travaillaient. Les distinctions de classe et tout a été oublié. Des dames délicates, dont on pourrait s'attendre à ce qu'elles reculent devant des scènes d'horreur, ont contribué au travail de réanimation des malheureuses victimes alors qu'une à une, elles étaient ramenées à terre et déposées sur les pelouses de la maison du capitaine Grant. C'était un spectacle horrible alors qu'une forme immobile après l'autre était élevée sur le dos escarpé et placée sur l'herbe. »

## Conséquences
Le jour du désastre, un total de 47 morts sont enregistrés. Les efforts de sauvetage et l'extirpation des débris du tramway sont sortis des eaux et augmente le nombre de décès à 55. Parmi les victimes se trouvaient des personnes provenant de Port Townsend, Seattle, Tacoma, Vancouver et Victoria.
Le 12 juin 1896, une enquête conclue que l'opérateur du tramway, la Consolidated Electric Railway Company, était responsable du désastre en raison de la surcapacité de la voiture qui aurait augmenté son poids par rapport à la capacité du pont. Un blâme est également fait au conseil municipal de la ville de Victoria, alors dirigée par l'ancien premier ministre Robert Beaven, pour sa négligence dans l'entretien du pont et dans son laxisme quant aux restrictions pour assurer la sécurité dans les transports. La conception du pont est également remise en cause quant à l'utilisation de rivets de piètre qualité.

## Pont Point Ellice
Le pont Point Ellice servait de liaison entre les deux Bay Street entre Victoria et West Victoria (en). Le pont est nommé en l'honneur d'Edward Ellice qui travaille pour la Compagnie du Nord-Ouest en 1805 et est largement responsable de la fusion de la compagnie avec la Compagnie de la Baie d'Hudson. Il sera vice-gouverneur de la nouvelle compagnie de 1858 à 1863 et aura une carrière politique en Angleterre.